# ویکی داناوان
ویکتوریا "ویکی" داناوان (به انگلیسی: Vicki Donovan) یک شخصیت داستانی در خاطرات خون آشام است . او خواهر بزرگتر مت داناوان و  یک معتاد به مواد مخدر است . وی مدتی را با تایلر لاکوود رابطه داشت و همچنین جرمی گیلبرت نیز مدتها عاشق وی بود.
ویکی ۲ بار توسط دیمن مورد حمله قرار گرفت و در نهایت نیز به دست او ، تبدیل به خون آشام میشود.ویکی بعد از تبدیل شدن نمی‌تواند عطش خون خود را کنترل کند و وقتی که به الینا گیلبرت به خاطر مخالفت در دیدن جرمی داشت حمله می کنداستفن
تیرکی چوبی را وارد قلب ویکی میکند و ویکی میمیرد.

## نکات
- ویکی اولین کسی است که پس از بازگشت دیمن به میستیک فالز در سال ۲۰۰۹ از حمله ی او جان سالم به در برده و او را به عنوان خون آشام دیده است.
- ویکی جزو اولین کسانی است که پس از از هم پاشیدن «آن طرف» به آرامش رسیده است.